# Aloeides depicta
Aloeides depicta là một bướm ngày thuộc họ Lycaenidae. Loài này có ở Nam Phi.
Sải cánh từ 26–29 mm đối với con đực và 29–35 mm đối với con cái. Cá thể trưởng thành mọc cánh từ tháng 9 tới tháng 6. Có các lứa trưởng thành liên tục trong các tháng ấm hơn.
Ấu trùng ăn các loài Aspalathus. Chúng sống trong các vùng đá gần nguồn thức ăn.